# Landseer (Hunderasse)
Der Landseer ist eine von der Fédération Cynologique Internationale (FCI) anerkannte Hunderasse, deren Ursprung in Deutschland und der Schweiz liegt. Die Rasse wird von der FCI mit dem Standard Nr. 226 in der Gruppe 2, Sektion 2.2 geführt.

## Herkunft und Geschichtliches

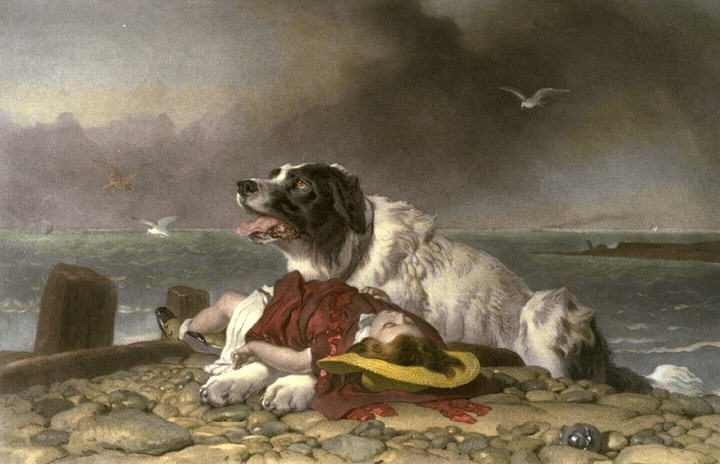
Saved (1856). Gemälde des britischen Malers Edwin Landseer. Die Darstellung des Hundes, der ein Kind vor dem Ertrinken gerettet hat, betont die angeborene Wasserleidenschaft der Rasse.

Der Landseer als eigenständige Rasse ist vergleichsweise jung. Die Rasse entstand vor dem Hintergrund, dass der weiß-schwarze Typ des Neufundländers Anfang des 20. Jahrhunderts im Vereinigten Königreich immer mehr zurückgedrängt wurde und zu verschwinden drohte. Schweizer und deutsche Kynologen begannen auf der Basis weiß-schwarzer Neufundländer aus Großbritannien mit dem Aufbau einer eigenen Rasse, die sie – entsprechend der bereits verbreiteten Bezeichnung für diesen Farbschlag des Neufundländers – Landseer nannten. 1960 erkannte die Fédération Cynologique Internationale den Landseer als eigenständige Rasse an.
Der Name der Rasse beruht darauf, dass der Maler Edwin Landseer, einer der bekanntesten britischen Tiermaler seiner Zeit, in seinen Gemälden und Zeichnungen um die Mitte des 19. Jahrhunderts weiß-schwarze Hunde bevorzugte, die in Großbritannien unter dem Namen Newfoundland Dog, Neufundländer, bekannt waren. Die Vorliebe des Malers führte dazu, dass dieser Hund bald landläufig den Namen Landseer Dog bekam, ohne dass sich die offizielle Rassebezeichnung  änderte.
Der unmittelbar feststellbare Ursprung der Rasse sind Hunde, die von britischen Fischern aus Neufundland ins Vereinigte Königreich gebracht wurden. Es ist anzunehmen, dass der Ursprung dieser Hunde jedoch in Europa liegt, denn baskische Walfänger überwinterten lange vor den Briten im nördlichen Teil Neufundlands. Da es üblich war, auf Schiffen Hunde mitzuführen, ist es wahrscheinlich, dass diese Basken von großen nordspanischen Hunden begleitet wurden, die im Frühjahr häufig zurückgelassen wurden. So sind die optischen Gemeinsamkeiten mit dem großen spanischen Pyrenäenhund Mastín del Pirineo teilweise augenfällig. Möglicherweise haben der Neufundländer, der heutige Landseer und Pyrenäenberghunde Chien de Montagne des Pyrénées gemeinsame Vorfahren.
In Großbritannien wurden die Hunde als Newfoundland Dogs beliebte Hunde des Adels und des Großbürgertums, mit denen man sich gerne schmückte. Die Zeichnungen Edwin Landseers steigerten ihre Bekanntheit weiter.
1886 wurde im Vereinigten Königreich der „Newfoundland Club“ in gegründet, der sowohl den ursprünglichen weiß-schwarzen, als auch den seit etwa 1850 auftretenden schwarzen und rot-braunen Typ züchtete. Schon früh begann der Streit um einen Standard zwischen den Befürwortern des schwarzen und den Anhängern der weiß-schwarz gefleckten Hunde. Die Befürworter des schwarzen Typs setzten sich durch, und es wurde angestrebt, beide Typen zu verschmelzen, worüber der ursprüngliche weiß-schwarze Typ immer weniger in Erscheinung trat und auf den britischen Inseln fast in Vergessenheit geriet. Zu Beginn des zwanzigsten Jahrhunderts begann die Renaissance des weiß-schwarzen  Landseers, als schweizerische und deutsche Kynologen und Züchter letzte noch zur Zucht verwendbare Tiere aus England holten und die kontinental-europäische Reinzucht der Landseer aufbauten. Aufgrund der dominanten Vererbung der schwarzen Fellfarbe wurden zur Festigung des ursprünglichen weiß-schwarzen Charakters dabei auch Kuvasz sowie Pyrenäenberghunde als homozygot-weiße Rassen eingekreuzt.
Heute unterscheiden sich die beiden aus den Newfoundland Dogs hervorgegangenen Rassen Landseer und Neufundländer deutlich. Der Kopf des Landseers wirkt nicht so massig, die Schnauze ist etwas länger und nicht so stumpf. Insgesamt ist er etwas größer und wirkt agiler als der Neufundländer. Der schwarzweiße Neufundländer verschwand nicht, es gibt ihn neben der neu entstandenen Rasse Landseer weiterhin.

## Beschreibung
Der Landseer ist ein großer Hund mit imposanter Gestalt und wird bis  80 cm groß oder teilweise auch noch größer.
Die dreieckigen Ohren sind mittelgross und wenn sie gegen die Augen gelegt werden, reichen sie bis zum inneren Augenwinkel.
Das Deckhaar ist durchsetzt mit Unterwolle. Auffällig ist die weiße Grundfarbe mit schwarzen Platten, die auf dem Rumpf und der Kruppenpartie verteilt sind. Der Kopf ist schwarz, als Zuchtfestigung gilt eine nicht zu breite symmetrische weiße Blesse und eine weiße Schnauzenpartie. Die Läufe, die Brust, der Hals, die Rute und der Bauch müssen weiß sein.

## Wesen und Verwendung

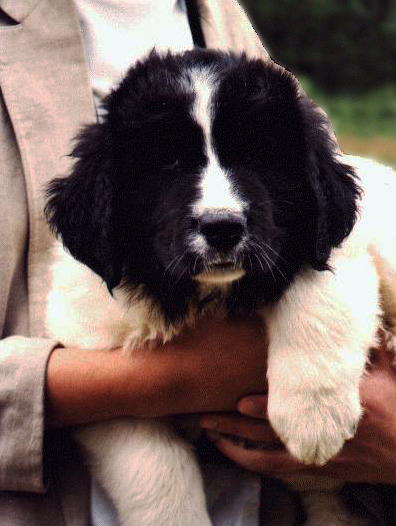
Landseer Welpe

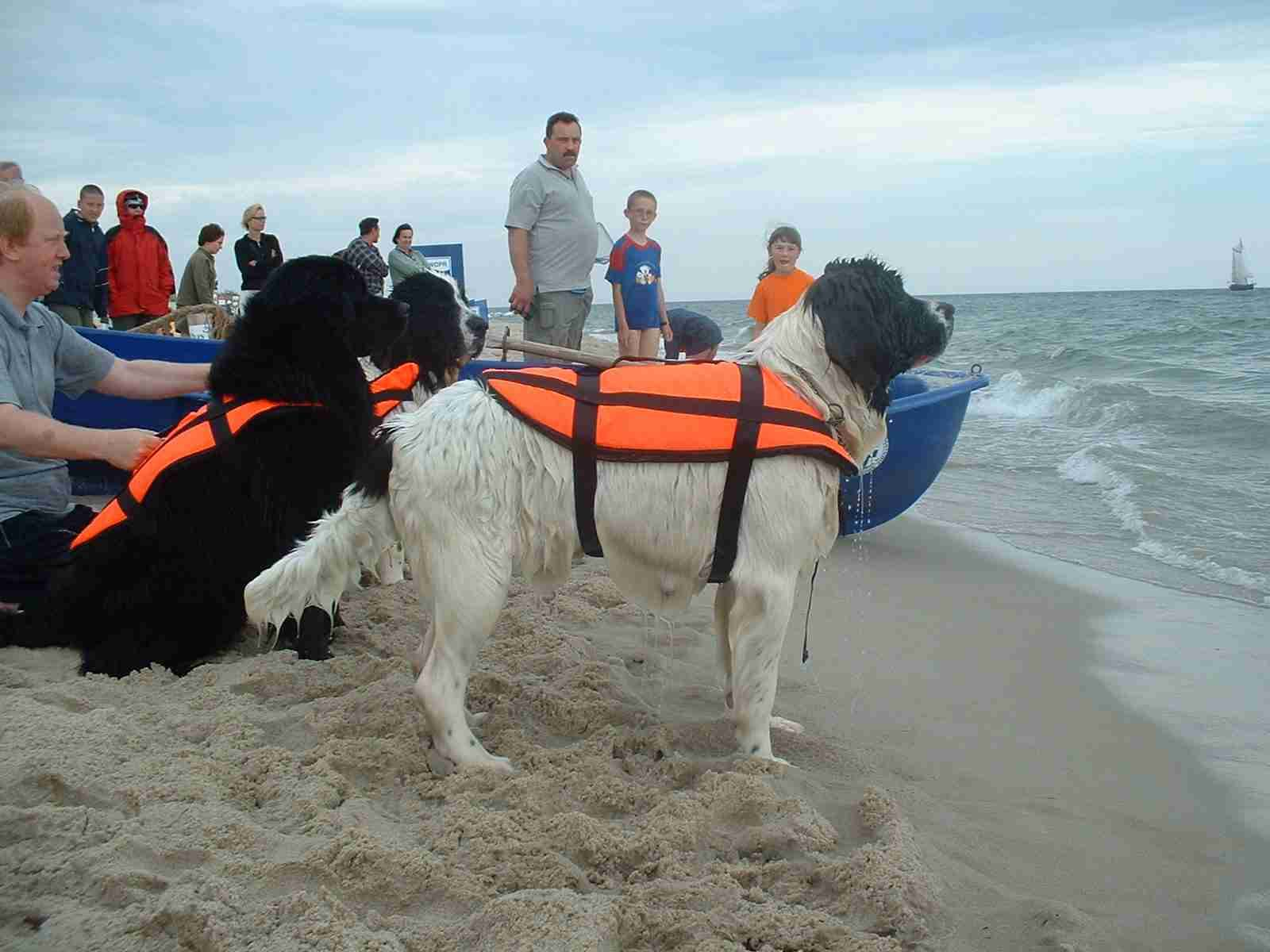
Landseer im Einsatz als Rettungshund

Der Landseer wird als wachsamer, aktiver und temperamentvoller als der Neufundländer beschrieben. Er hat einen natürlichen Wach- und Schutztrieb  und ist sehr menschenbezogen. Als Erbe seiner spanischen Vorfahren, die über Jahrhunderte ihre Herden gegen Wölfe und Bären verteidigten, erkennt ein Landseer selbstständig Gefahren und ist in der Lage, instinktiv eigenständige Entscheidungen zu deren Abwehr zu treffen. Schon seit dem 19. Jahrhundert hat er den Ruf, Menschen eigenständig vor dem Ertrinken zu retten, weswegen er auch heute noch als Wasserrettungshund an Seen und an den Küsten eingesetzt wird. Eine weitere Verwendung findet der Landseer verstärkt auch als Therapiehund, da er generell sehr lernfreudig ist und ihn in der Regel eine Menschen gegenüber hohe Reizschwelle auszeichnet. 
Entsprechend erzogen, ist der Landseer ein sehr gut geeigneter Familienhund. Daher erfordert das Halten eines Landseers eine zwar liebevolle, aber dennoch stets konsequente Erziehung, die möglichst frühzeitig beginnen sollte. 
Zur Entfaltung seiner vielen positiven Eigenschaften benötigt der Landseer aber einen engen Kontakt zu seiner Familie. Er ist daher nicht für eine Zwingerhaltung geeignet. Ideal zur Haltung eines Landseers ist ein Haus mit eingezäuntem Areal, wo sich der Hund frei bewegen kann. Bei Spaziergängen ist er ein aufmerksamer Begleithund. Darüber hinaus ist er ein angenehmer und regelmäßig ruhiger Haushund, der nicht ohne Grund bellt. Zu Gästen des Hauses verhält er sich freundlich; Fremden gegenüber verhält er sich wachsam und reserviert.